# Rob & Fab
Rob & Fab est un duo de pop et de dance allemand formé par Rob Pilatus et Fabrice Morvan en 1990, après le scandale de Milli Vanilli.

## Discographie
1. We Can Get It On
2. Do I
3. Please Don't Throw It All Away
4. A Kiss For Now
5. That's What My Heart Says
6. Where Do We Go From Here
7. Get Ready
8. Let's Do It
9. I Want to Be Your Everything
10. The Land of the Free
11. I Want You to Want Me